# For RITZ
『for RITZ』（フォーリッツ）は、岡崎律子の7thアルバムである。2004年12月29日にスターチャイルドから発売された。

## 概要
- 岡崎が劇中音楽も担当したパソコンゲーム「シンフォニック=レイン」の主題歌とキャラクターが歌う挿入歌のセルフカバーを中心に構成されている。
- 今作は当初、2004年6月発売予定で制作が進められていた[1]が、製作中の同年5月に岡崎の訃報が発表された為、レコーディングスタッフが冥福を祈ってタイトルが改定された。岡崎にとっては遺作とも言える作品であり、今作の楽曲の中には仮歌の状態で本番の収録が成されなかった楽曲もあったが、「作りかけでも良いからリリースしてほしい」との熱い支持があり[2]、同年の岡崎の誕生日と同日の12月29日にリリースされた。
- また本番の収録がなされなかった曲は生前岡崎と親交があり且つ信頼を寄せていた編曲家達の手により、音源が新録音で収録されている。
- 今作の最後にはテレビアニメ「フルーツバスケット」オープニングテーマ、「For フルーツバスケット」が収録されている。これは生前「次のアルバムにこの曲を入れよう。」と言う岡崎とレコーディングスタッフとの約束があったからだと言われている[2]。

### 楽曲解説
- 「空の向こうに」は、ゲームのオープニングテーマとして使用された。イメージアルバムではフォーニ（笠原弘子）がカバーしている。
- 「I'm always close to you」、「fay」は、フォーニ（笠原弘子）が歌う挿入歌。
- 「秘密」、「いつでも微笑みを」は、トルティニタ・フィーネ（中原麻衣）が歌う挿入歌。
- 「雨のmusique」、「メロディー」は、ファルシータ・フォーセット（浅野真澄）が歌う挿入歌。
- 「リセエンヌ」、「Hello!」は、リセルシア・チェザリーニ（折笠富美子）が歌う挿入歌。
- 「涙がほおを流れても」は、ゲームのエンディングテーマとして使用された。フォーニ（笠原弘子）が歌う挿入歌でもある。
- 「For フルーツバスケット」は、テレビアニメ『フルーツバスケット』のオープニングテーマとして使用された。

## 収録曲
| 全作詞・作曲: 岡崎律子。 |                             |           |            |                    |      |
| #                        | タイトル                    | 作詞      | 作曲・編曲 | 編曲               | 時間 |
| 1.                       | 「空の向こうに」            | 岡崎律子  | 岡崎律子   | 西脇辰弥           | 4:52 |
| 2.                       | 「I'm always close to you」 | 岡崎律子  | 岡崎律子   | 村山達哉・磯江俊道 | 5:36 |
| 3.                       | 「秘密」                    | 岡崎律子  | 岡崎律子   | 光宗信吉           | 4:12 |
| 4.                       | 「いつでも微笑みを」        | 岡崎律子  | 岡崎律子   | 長谷川智樹         | 4:39 |
| 5.                       | 「雨のmusique」             | 岡崎律子  | 岡崎律子   | 鳥山雄司           | 3:53 |
| 6.                       | 「メロディー」              | 岡崎律子  | 岡崎律子   | 十川知司           | 3:49 |
| 7.                       | 「リセエンヌ」              | 岡崎律子  | 岡崎律子   | 十川知司           | 5:31 |
| 8.                       | 「Hello!」                  | 岡崎律子  | 岡崎律子   | 村山達哉・磯江俊道 | 4:34 |
| 9.                       | 「fay」                     | 岡崎律子  | 岡崎律子   | 長谷川智樹         | 3:23 |
| 10.                      | 「涙がほおを流れても」      | 岡崎律子  | 岡崎律子   | 西脇辰弥           | 4:41 |
| 11.                      | 「For フルーツバスケット」  | 岡崎律子  | 岡崎律子   | 村山達哉           | 4:22 |
| 合計時間:                | 合計時間:                   | 合計時間: | 49:32      |                    |      |